# Eduardo Contreras Mella
Eduardo Francisco Contreras Mella (Chillán, 7 de febrero de 1940-Santiago, 26 de mayo de 2024) fue un abogado, periodista, profesor y político chileno. Militante del Partido Comunista de Chile, fue alcalde de la ciudad de Chillán y diputado. En 2014 fue designado por la presidenta Michelle Bachelet como embajador político de Chile en Uruguay.

## Biografía
Hijo de Eduardo Contreras Riquelme, dirigente sindical y fundador de la Logia masónica Acacia 107, y de Isabel Mella Brieva. Sus primeros acercamientos con la política se concretaron cuando estudiaba en la enseñanza secundaria y superior. Se tituló como abogado en la Universidad de Chile. En 1963 se inscribió en el Partido Comunista.
En 1967 es elegido regidor de Chillán, y en 1971 se transformó en alcalde de la ciudad. Ocupó el cargo de regidor hasta mayo de 1973, cuando resultó elegido diputado por la Decimosexta Agrupación Departamental de Chillán, Bulnes y Yungay. El Golpe de Estado del 11 de septiembre provocó el cierre del Congreso Nacional y el término anticipado de su período parlamentario.
Fue perseguido por la dictadura de Augusto Pinochet Ugarte y sale al exilio. Se asila en la Embajada de Panamá junto con su primera esposa María Villablanca Bustamante, y su hijo Eduardo Contreras Villablanca. Permaneció quince años exiliado en Panamá, Cuba y México. En 1974 participa como coautor en la publicación de libro de denuncia Chile: una larga y angosta cárcel. En ese tiempo se dedicó al periodismo y a tareas  de organización de los exiliados en solidaridad con las víctimas de la dictadura. Obtuvo un postgrado en Teoría del Estado, en la Universidad de La Habana, y posteriormente dirigió la Casa de Chile en México. 
Desde el retorno de la democracia en 1990 se dedicó a la defensa de numerosas víctimas de violaciones de los derechos humanos. En 1998, junto con Gladys Marín, se querelló contra Pinochet (que en ese entonces era senador vitalicio), consiguiendo su desafuero y detención. Este proceso, está detallado en el libro de Eduardo Contreras El desaforado, publicado en 2003. 
En 2005 se presentó como candidato del pacto Juntos Podemos, a diputado por el Distrito 28 de Lo Espejo, Pedro Aguirre Cerda y San Miguel, donde no resultó elegido.
Presta asesoría legal a sindicatos y ejerció como profesor en la Universidad Arcis hasta 2013. Era miembro del Comité Central del Partido Comunista.
Fue nombrado en 2014 embajador de Chile en Uruguay, y debido a declaraciones efectuadas en Montevideo fue llamado a informar a Santiago el 17 de octubre de 2014, posteriormente, en 2015, el gobierno lo cesa en cargo de embajador.
En 2018 fue nombrado Encargado de Relaciones Internacionales del Partido Comunista de Chile. Ese mismo año participa en diversas actividades de conmemoración de los veinte años de la querella contra Augusto Pinochet, en una de ellas realizada en su alma mater, la Facultad de Derecho de la Universidad de Chile, interviene junto al juez Juan Guzmán Tapia que investigó la querella de 1998 y logró el desafuero de Pinochet en 2000.
El 2022 publica el libro Habitante de dos siglos: memorias de un hombre feliz. El prólogo del libro, es del periodista e historiador español Mario Amorós. Ese mismo año fue candidato al Premio Nacional de Derechos Humanos.
El 19 de junio de 2023, junto a la abogada Julia Urquieta, participa en un conversatorio sobre la querella contra Pinochet, organizado por las y los estudiantes de la Facultad de Historia, Geografía y Ciencia Política, de la Pontificia Universidad Católica de Chile.
El 16 de julio de 2023, el Regional Jorge Muñoz del Partido Comunista de Chile rindió un homenaje a un centenar de militantes que cumplían larga militancia en el Partido. En esa ocasión, recibió la medalla Elías Lafertte.
Murió durante la tarde del 26 de mayo de 2024 en su casa del municipio de Ñuñoa, en Santiago de Chile. Fue velado en la Casa Michoacán, en Santiago de Chile. los días 27 y 28 de mayo, y fue despedido por autoridades, encabezadas por el presidente Gabriel Boric, así como dirigentes de organizaciones sociales, y políticas, tanto del Partido Comunista de Chile como de otros partidos.  
Su funeral se efectuó en Chillán, su ciudad natal, el día 29 de mayo, con presencia de las autoridades de la Región de Ñuble, del Alcalde de la ciudad de Chillán, y de dirigentes nacionales y regionales del Partido Comunista de Chile.

## Historial electoral

### Elecciones parlamentarias de 1973
- Elecciones parlamentarias de 1973 para la Provincia de Ñuble.[6]

### Elecciones parlamentarias de 2005
- Elecciones Parlamentarias de 2005 por el Distrito 28 (Lo Espejo, Pedro Aguirre Cerda y San Miguel) , Región Metropolitana de Santiago[7]